# John Rees

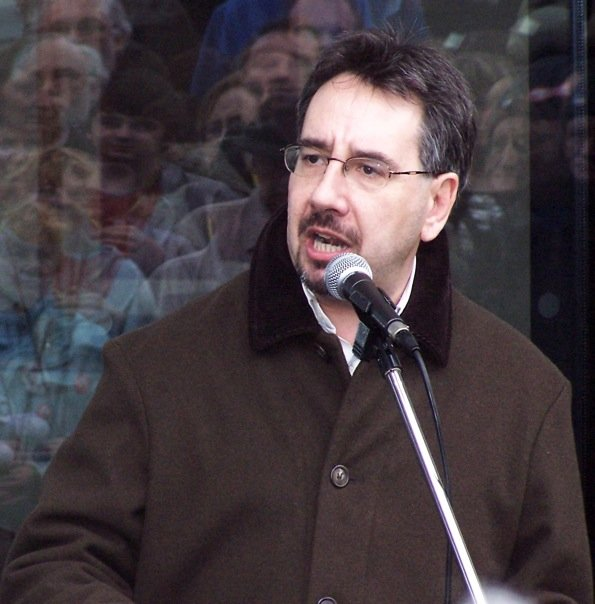
Em uma manifestação em 2008 contra Condoleezza Rice em Liverpool.

John Rees (nascido em 1957) é um ativista político de esquerda, locutor e escritor britânico e um oficial da Stop the War Coalition, porta-voz da Assembléia Popular Contra a Austeridade e membro fundador da Counterfire. Atualmente é um Pesquisador Visitante da Goldsmiths, University of London.
Anteriormente, foi um dos principais membros do Partido Socialista dos Trabalhadores (PST). Seus livros incluem Timelines, a political history of the modern world e A People's History of London, co-autor com Lindsey German.

## Início de vida e educação
Rees nasceu em Wiltshire e foi criado e educado em Chippenham. Seu pai, William Rees, era de Aberdare, no sul do País de Gales, e foi um ativista sindical e membro do Partido Trabalhista ao longo da vida. Sua mãe, Margaret Rees (nascida Shipley) era de Darlington. Estudou Política na Politécnica de Portsmouth e posteriormente realizou pesquisas sobre Hegel e Karl Marx na Universidade de Hull sob o orientação de Bhikhu Parekh. O resultado dessa pesquisa, The Algebra of Revolution, foi publicado pela Routledge em 1998. Quando o manuscrito desconhecido de György Lukács "Tailism and the Dialectic" foi descoberto e publicado pela Verso em 2000, forneceu a introdução ao volume. Possui um doutorado em "Leveller organisation and the dynamic of the English Revolution" pela Goldsmiths, University of London.

## Política
Eleito membro do Executivo Nacional da União Nacional dos Estudantes no início dos anos 80, Rees é ex-membro do Partido Socialista dos Trabalhadores e esteve durante muitos anos no seu Comitê Central. Foi editor da revista trimestral International Socialism há dez anos e organizador do festival anual de marxismo do PST em 1982 e 1983 e novamente entre 1992 e 2002.
Um co-fundador e um oficial nacional atual da Stop the War Coalition, foi um organizador central de todas as suas marchas, inclusive uma realizada em 15 de fevereiro de 2003. Segundo Rees, "os socialistas devem ficar incondicionalmente com os oprimidos contra o opressor, mesmo que as pessoas que dirigem o país oprimido sejam antidemocráticas e perseguem minorias, como Saddam Hussein". Ao mesmo tempo, sempre defendeu uma luta implacável contra os ditadores pró-ocidentais pelo povo dos países oprimidos e, para esse fim, tornou-se vice-presidente (Europa) da Conferência Anti-Guerra do Cairo que reuniu as forças da oposição contra a ditadura de Hosni Mubarak no Egito.

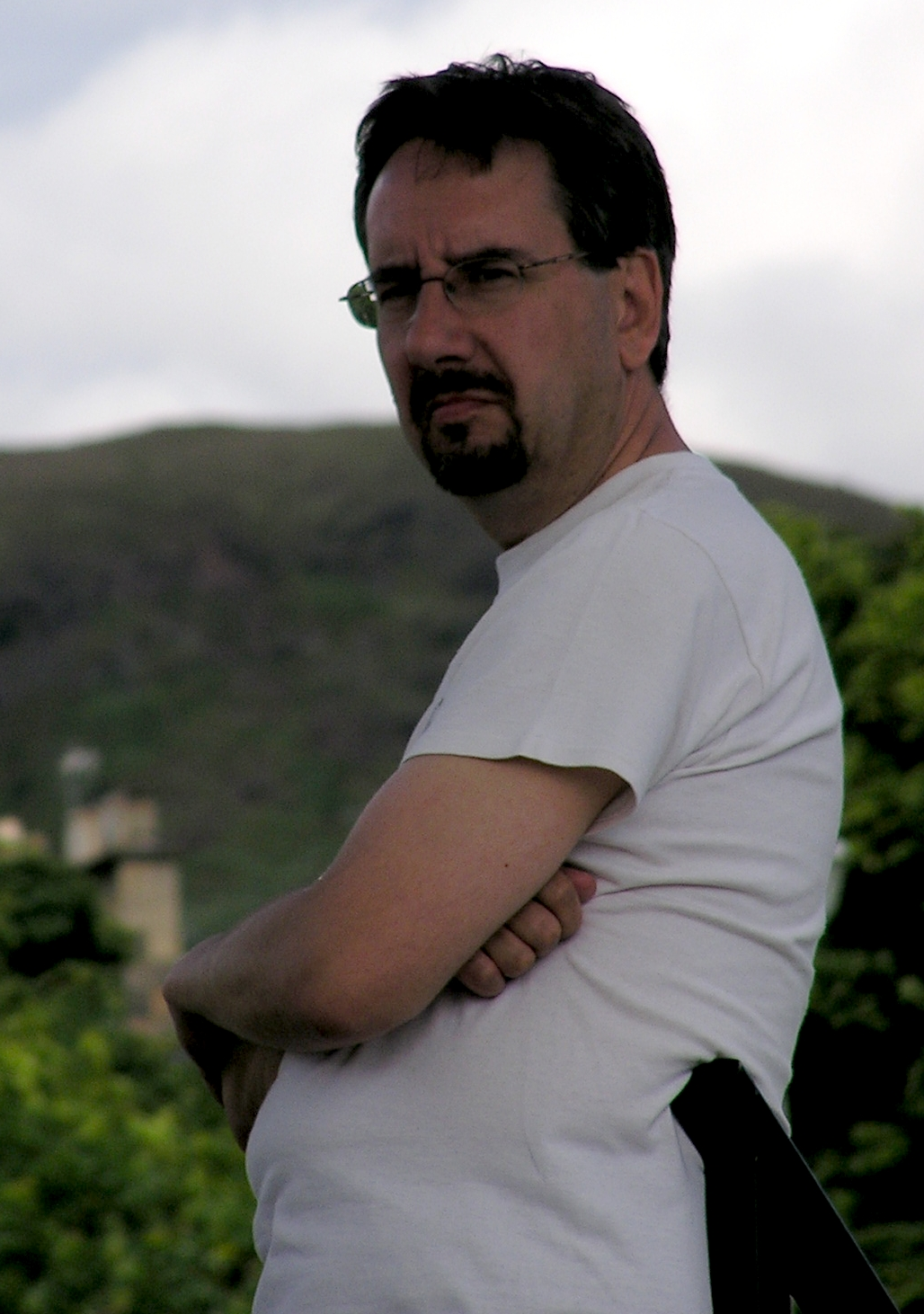
Em 2 de julho de 2005

Estava no topo da lista do Partido Respeito na região das Midlands Ocidentais para as eleições europeias de 2004 e o candidato do partido para a eleição secundária de Birmingham Hodge Hill. Também representou o Respeito nas eleições locais de 2006 na divisão Bethnal Green South da Tower Hamlets, Leste de Londres, onde ficou em segundo lugar com o Partido Trabalhista. Não foi selecionado pelo Comitê Central do PST para estar na lista para a reeleição e não permaneceu independente na conferência de janeiro de 2009. Pouco depois de sua parceira Lindsey German renunciar ao PST em 2010, Rees e outros 41 membros ficaram desencantados com a direção do partido, o regime interno e a aproximação das frentes unidas (18 outros que se demitiram em semanas anteriores também apoiaram as demissões).
Foi coautor com Lindsey German de A People's History of London, publicado em 2012. Jerry White do The Guardian escreveu: "Aqueles que continuam a defender as tradições vivas de protesto de Londres poderão tirar partido desse olhar fresco e bem vindo à história da cidade." White, no entanto, criticou os autores por ignorarem as atrocidades terroristas que os londrinos sofreram: os bombardeios cometidos pelo IRA e pelos islâmicos em 7 de julho de 2005. Jo Lo Dicio do The Independent on Sunday escreveu: "Se esses dois fossem panfletários políticos através dos tempos, duvidava que muitas faíscas revolucionárias já estivessem acesas."
Um livro sobre os Niveladores e a Revolução Inglesa com base em sua pesquisa de doutorado publicada pela Verso está disponível. Atualmente está ativo na organização Counterfire para a qual ele escreveu dois livros curtos: Strategy and Tactic e, ao lado de Joseph Daher, The People Demand: A short history of the Arab revolutions. Participou e relatou sobre a Revolução Egípcia de 2011 na qual criou dois documentários de TV, Inside the Egyptian Revolution and Egypt in Revolution. Para o Islam Channel, é o escritor e apresentador da série de história política Timeline e um apresentador do programa The Report. Apareceu como um comentarista político no The Spirit of '45 de Ken Loach e no We Are Many de Amir Amarani.
Em setembro de 2013, Iain Dale e um painel para o The Daily Telegraph o classificou em 85º numa lista dos 100 esquerdistas britânicos mais influentes.
Em 2016, Rees visitou o Reino Unido para apoiar a tentativa de Jeremy Corbyn de se tornar Primeiro-Ministro.